# 沓掛酒造
沓掛酒造株式会社（くつかけしゅぞう）は、長野県上田市下塩尻にある老舗の日本酒メーカーである。

## 歴史
- 元禄年間（1688年 - 1704年） - 沓掛権右衛門により創業。当時は醸造業と養蚕業との兼業であった[1]。
- 1950年（昭和25年）4月4日 - 沓掛酒造株式会社設立[1]。

## 事業所
- 本社・工場 - 長野県上田市下塩尻35[1]。
- 直売店「郷の蔵」（合資会社沓掛酒店） - 長野県上田市下塩尻36。毎週月曜日定休。大正時代の蔵を店舗として活用[3][4]。

## 主要製品
代表銘柄は「福無量」（ふくむりょう）および「互」（ご）。
福無量
観音経の一節「福寿海無量」（福が限りなく授けられますように、という意味）を命名の由来とする。山田錦・美山錦を原料米とし、菅平高原からの水を自家でろ過したものを仕込み水として用いる。
互
5蔵元・4酒店の協同により誕生。原料米は長野県産ひとごこち。種類により定番、先発、中継ぎ、抑え、隠し球といった野球用語由来の名が付けられている。
その他、特別純米酒「郷の舞」（さとのまい）、しなの鉄道応援酒「鐵の道」（てつのみち）、リキュール「福梅酒」などがある。上田城の別名を冠した「真田城」（さなだじょう）は、2017年3月現在ラインナップにはない。